# Seznam premiérů Itálie
Toto je seznam předsedů vlád Itálie od roku 1861 do současnosti. Od října 2022 je premiérkou Giorgia Meloniová.

## Premiéři Itálie

### PremiéřiItalského království(1861–1946)
| Č.  |                | Jméno                                 | Obrázek            | Politická strana                     | Č.                | Vláda             | Nástup do úřadu   | Opuštění úřadu      | Parlamentní období              |
| --- | -------------- | ------------------------------------- | ------------------ | ------------------------------------ | ----------------- | ----------------- | ----------------- | ------------------- | ------------------------------- |
| 1.  |                | Camillo Benso Cavour (1810–1861)      |                    | Historická pravice                   | 1.                | Cavour IV.        | 23. března 1861   | 6. června 1861      | VIII.                           |
| 2.  |                | Bettino Ricasoli (1809–1880)          |                    | Historická pravice                   | 2.                | Ricasoli I.       | 12. června 1861   | 3. března 1862      | VIII.                           |
| 3.  |                | Urbano Rattazzi (1808–1873)           |                    | Historická levice                    | 3.                | Rattazzi I.       | 3. března 1862    | 8. prosince 1862    | VIII.                           |
| 4.  |                | Luigi Carlo Farini (1812–1866)        |                    | Historická pravice                   | 4.                | Farini            | 8. prosince 1862  | 24. března 1863     | VIII.                           |
| 5.  |                | Marco Minghetti (1818–1886)           |                    | Historická pravice                   | 5.                | Minghetti I.      | 24. března 1863   | 28. září 1864       | VIII.                           |
| 6.  |                | Alfonso La Marmora (1804–1878)        |                    | Historická pravice                   | 6.                | La Marmora I.     | 28. září 1864     | 31. prosince 1865   | VIII. IX.                       |
| 6.  | 7.             | Alfonso La Marmora (1804–1878)        | La Marmora II.     | Historická pravice                   | 31. prosince 1865 | 20. června 1866   | IX.               |                     |                                 |
|     |                | Bettino Ricasoli (1809–1880)          |                    | Historická pravice                   | 8.                | Ricasoli II.      | 20. června 1866   | 10. dubna 1867      | IX. X.                          |
|     |                | Urbano Rattazzi (1808–1873)           |                    | Historická levice                    | 9.                | Rattazzi II.      | 10. dubna 1867    | 27. října 1867      | X.                              |
| 7.  |                | Luigi Federico Menabrea (1809–1896)   |                    | Historická pravice                   | 10.               | Menabrea I.       | 27. října 1867    | 5. ledna 1868       | X.                              |
| 7.  | 11.            | Luigi Federico Menabrea (1809–1896)   | Menabrea II.       | Historická pravice                   | 5. ledna 1868     | 13. května 1869   |                   |                     | X.                              |
| 7.  | 12.            | Luigi Federico Menabrea (1809–1896)   | Menabrea III.      | Historická pravice                   | 13. května 1869   | 14. prosince 1869 |                   |                     | X.                              |
| 8.  |                | Giovanni Lanza (1810–1882)            |                    | Historická pravice                   | 13.               | Lanza             | 14. prosince 1869 | 10. července 1873   | X. XI.                          |
|     |                | Marco Minghetti (1818–1886)           |                    | Historická pravice                   | 14.               | Minghetti II.     | 10. července 1873 | 25. března 1876     | XI. XII.                        |
| 9.  |                | Agostino Depretis (1813–1887)         |                    | Historická levice                    | 15.               | Depretis I.       | 25. března 1876   | 25. prosince 1877   | XII. XIII.                      |
| 9.  | 16.            | Agostino Depretis (1813–1887)         | Depretis II.       | Historická levice                    | 25. prosince 1877 | 24. březen 1878   | XIII.             |                     |                                 |
| 10. |                | Benedetto Cairoli (1825–1889)         |                    | Historická levice                    | 17.               | Cairoli I.        | XIII.             | 24. března 1878     | 19. prosince 1878               |
|     |                | Agostino Depretis (1813–1887)         |                    | Historická levice                    | 18.               | Depretis III.     | XIII.             | 19. prosince 1878   | 14. července 1879               |
|     |                | Benedetto Cairoli (1825–1889)         |                    | Historická levice                    | 19.               | Cairoli II.       | XIII.             | 14. července 1879   | 25. listopadu 1879              |
| 20. | Cairoli III.   | Benedetto Cairoli (1825–1889)         | 25. listopadu 1879 | Historická levice                    | 29. května 1881   | XIII. XIV.        |                   |                     |                                 |
|     |                | Agostino Depretis (1813–1887)         |                    | Historická levice                    | 21.               | Depretis IV.      | 29. května 1881   | 25. května 1883     | XIV. XV.                        |
| 22. | Depretis V.    | Agostino Depretis (1813–1887)         | 25. května 1883    | Historická levice                    | 30. března 1884   | XV.               |                   |                     |                                 |
| 23. | Depretis VI.   | Agostino Depretis (1813–1887)         | 30. března 1884    | Historická levice                    | 29. června 1885   | XV.               |                   |                     |                                 |
| 24. | Depretis VII.  | Agostino Depretis (1813–1887)         | 29. června 1885    | Historická levice                    | 30. května 1886   | XV.               |                   |                     |                                 |
| 25. | Depretis VIII. | Agostino Depretis (1813–1887)         | 30. května 1886    | Historická levice                    | 4. dubna 1887     | XV. XVI.          |                   |                     |                                 |
| 26. | Depretis IX.   | Agostino Depretis (1813–1887)         | 4. dubna 1887      | Historická levice                    | 29. července 1887 | XVI.              |                   |                     |                                 |
| 11. |                | Francesco Crispi (1819–1901)          |                    | Liberální strana Itálie              | 27.               | XVI.              | Crispi I.         | 29. července 1887   | 9. března 1889                  |
| 11. | 28.            | Francesco Crispi (1819–1901)          | Crispi II.         | Liberální strana Itálie              | 9. března 1889    | 6. února 1891     | XVI. XVII.        |                     |                                 |
| 12. |                | Antonio Rudinì (1839–1908)            |                    | Liberální strana Itálie              | 29.               | Rudiní I.         | 6. února 1891     | 15. května 1892     | XVII.                           |
| 13. |                | Giovanni Giolitti (1842–1928)         |                    | Liberální strana Itálie              | 30.               | Giolitti I.       | 15. května 1892   | 15. prosince 1893   | XVII. XVIII.                    |
|     |                | Francesco Crispi (1819–1901)          |                    | Liberální strana Itálie              | 31.               | Crispi III.       | 15. prosince 1893 | 10. března 1896     | XVIII. XIX.                     |
|     |                | Antonio Rudinì (1839–1908)            |                    | Liberální strana Itálie              | 32.               | Rudiní II.        | 10. března 1896   | 11. července 1896   | XIX.                            |
| 33. | Rudiní III.    | Antonio Rudinì (1839–1908)            | 11. července 1896  | Liberální strana Itálie              | 14. prosince 1897 | XIX. XX.          |                   |                     |                                 |
| 34. | Rudiní IV.     | Antonio Rudinì (1839–1908)            | 14. prosince 1897  | Liberální strana Itálie              | 1. června 1898    | XX.               |                   |                     |                                 |
| 35. | Rudiní V.      | Antonio Rudinì (1839–1908)            | 1. června 1898     | Liberální strana Itálie              | 29. června 1898   | XX.               |                   |                     |                                 |
| 14. |                | Luigi Pelloux (1839–1924)             |                    | žádná (válečník)                     | 36.               | XX.               | Pelloux I.        | 29. června 1898     | 14. května 1899                 |
| 14. | 37.            | Luigi Pelloux (1839–1924)             | Pelloux II.        | žádná (válečník)                     | 14. května 1899   | 24. června 1900   | XX. XXI.          |                     |                                 |
| 15. |                | Giuseppe Saracco (1821–1907)          |                    | Liberální strana Itálie              | 38.               | Saracco           | 24. června 1900   | 15. února 1901      | XXI.                            |
| 16. |                | Giuseppe Zanardelli (1826–1903)       |                    | Liberální strana Itálie              | 39.               | Zanardelli        | 15. února 1901    | 3. listopadu 1903   | XXI.                            |
|     |                | Giovanni Giolitti (1842–1928)         |                    | Liberální strana Itálie              | 40.               | Giolitti II.      | 3. listopadu 1903 | 12. března 1905     | XXI. XXII.                      |
| 17. |                | Tommaso Tittoni (1855–1931)           |                    | Liberální strana Itálie              | 41.               | Tittoni           | 12. března 1905   | 28. března 1905     | XXII.                           |
| 18. |                | Alessandro Fortis (1842–1909)         |                    | Liberální strana Itálie              | 42.               | Fortis I.         | 28. března 1905   | 24. prosince 1905   | XXII.                           |
| 18. | 43.            | Alessandro Fortis (1842–1909)         | Fortis II.         | Liberální strana Itálie              | 24. prosince 1905 | 8. února 1906     |                   |                     | XXII.                           |
| 19. |                | Sidney Sonnino (1847–1922)            |                    | Liberální strana Itálie              | 44.               | Sonnino I.        | 8. února 1906     | 29. května 1906     | XXII.                           |
|     |                | Giovanni Giolitti (1842–1928)         |                    | Liberální strana Itálie              | 45.               | Giolitti III.     | 29. května 1906   | 11. prosince 1909   | XXII. XXIII.                    |
|     |                | Sidney Sonnino (1847–1922)            |                    | Liberální strana Itálie              | 46.               | Sonnino II.       | 11. prosince 1909 | 31. března 1910     | XXIII.                          |
| 20. |                | Luigi Luzzatti (1841–1927)            |                    | Liberální strana Itálie              | 47.               | Luzzatti          | 31. března 1910   | 30. března 1911     | XXIII.                          |
|     |                | Giovanni Giolitti (1842–1928)         |                    | Liberální strana Itálie              | 48.               | Giolitti IV.      | 30. března 1911   | 21. března 1914     | XXIII. XXIV.                    |
| 21. |                | Antonio Salandra (1853–1931)          |                    | Liberální strana Itálie              | 49.               | Salandra I.       | 21. března 1914   | 5. listopadu 1914   | XXIV.                           |
| 21. | 50.            | Antonio Salandra (1853–1931)          | Salandra II.       | Liberální strana Itálie              | 5. listopadu 1914 | 18. června 1916   |                   |                     | XXIV.                           |
| 22. |                | Paolo Boselli (1838–1932)             |                    | Liberální strana Itálie              | 51.               | Boselli           | 18. června 1916   | 30. října 1917      | XXIV.                           |
| 23. |                | Vittorio Emanuele Orlando (1860–1952) |                    | Liberální strana Itálie              | 52.               | Orlando           | 30. října 1917    | 23. června 1919     | XXIV.                           |
| 24. |                | Francesco Saverio Nitti (1868–1953)   |                    | Radikální strana                     | 53.               | Nitti I.          | 23. června 1919   | 21. května 1920     | XXIV. XXV.                      |
| 24. | 54.            | Francesco Saverio Nitti (1868–1953)   | Nitti II.          | Radikální strana                     | 21. května 1920   | 15. června 1920   | XXV.              |                     |                                 |
|     |                | Giovanni Giolitti (1842–1928)         |                    | Liberální strana Itálie              | 55.               | Giolitti V.       | 15. června 1920   | 4. července 1921    | XXV. XXVI.                      |
| 25. |                | Ivanoe Bonomi (1873–1951)             |                    | Reformní socialistická strana Itálie | 56.               | Bonomi I.         | 4. července 1921  | 26. únor 1922       | XXVI.                           |
| 26. |                | Luigi Facta (1861–1930)               |                    | Liberální strana Itálie              | 57.               | Facta I.          | 26. února 1922    | 1. srpna 1922       | XXVI.                           |
| 26. | 58.            | Luigi Facta (1861–1930)               | Facta II.          | Liberální strana Itálie              | 1. srpna 1922     | 31. října 1922    |                   |                     | XXVI.                           |
| 27. |                | Benito Mussolini (1883–1945)          |                    | Národní fašistická strana            | 59.               | Mussolini         | 31. října 1922    | 25. července 1943   | XXVI. XXVII. XXVIII. XXIX. XXX. |
| 28. |                | Pietro Badoglio (1871–1956)           |                    | žádná (dočasná vojenská vláda)       | 60.               | Badoglio I.       | 25. července 1943 | 17. dubna 1944      | XXX.                            |
| 28. | 61.            | Pietro Badoglio (1871–1956)           | Badoglio II.       | žádná (dočasná vojenská vláda)       | 17. dubna 1944    | 18. června 1944   |                   |                     | XXX.                            |
|     |                | Ivanoe Bonomi (1873–1951)             |                    | Demokratická strana práce            | 62.               | Bonomi II.        | 18. června 1944   | 10. prosince 1944   | XXX.                            |
| 63. | Bonomi III.    | Ivanoe Bonomi (1873–1951)             | 10. prosince 1944  | Demokratická strana práce            | 21. červen 1945   |                   |                   |                     | XXX.                            |
| 29. |                | Ferruccio Parri (1890–1981)           |                    | Akční strana                         | 64.               | Parri             | 21. června 1945   | 10. prosince 1945   | XXX.                            |
| 30. |                | Alcide Degasperi (1881–1954)          |                    | Křesťanská demokratická strana       | 65.               | Degasperi I.      | 10. prosince 1945 | (13. července 1946) | XXX.                            |

### PremiéřiItalské republiky(1946–současnost)
| Č.  |                 | Jméno                          | Obrázek         | Politická strana                       | Č.                 | Vláda             | Nástup do úřadu            | Opuštění úřadu     | Parlamentní období      |
| --- | --------------- | ------------------------------ | --------------- | -------------------------------------- | ------------------ | ----------------- | -------------------------- | ------------------ | ----------------------- |
| 1.  |                 | Alcide Degasperi (1881–1954)   |                 | Křesťanská demokracie                  |                    | Degasperi I.      | (10. prosince 1945)        | 13. července 1946  | Ústavodárné shromáždění |
| 1.  | 1.              | Alcide Degasperi (1881–1954)   | Degasperi II.   | Křesťanská demokracie                  | 13. července 1946  | 2. února 1947     |                            |                    | Ústavodárné shromáždění |
| 1.  | 2.              | Alcide Degasperi (1881–1954)   | Degasperi III.  | Křesťanská demokracie                  | 2. února 1947      | 31. května 1947   |                            |                    | Ústavodárné shromáždění |
| 1.  | 3.              | Alcide Degasperi (1881–1954)   | Degasperi IV.   | Křesťanská demokracie                  | 31. května 1947    | 22. května 1948   | Ústavodárné shromáždění I. |                    |                         |
| 1.  | 4.              | Alcide Degasperi (1881–1954)   | Degasperi V.    | Křesťanská demokracie                  | 22. května 1948    | 26. ledna 1950    | I.                         |                    |                         |
| 1.  | 5.              | Alcide Degasperi (1881–1954)   | Degasperi VI.   | Křesťanská demokracie                  | 26. ledna 1950     | 26. července 1951 | I.                         |                    |                         |
| 1.  | 6.              | Alcide Degasperi (1881–1954)   | Degasperi VII.  | Křesťanská demokracie                  | 26. července 1951  | 16. července 1953 | I. II.                     |                    |                         |
| 1.  | 7.              | Alcide Degasperi (1881–1954)   | Degasperi VIII. | Křesťanská demokracie                  | 16. července 1953  | 17. srpna 1953    | II.                        |                    |                         |
| 2.  |                 | Giuseppe Pella (1902–1981)     |                 | Křesťanská demokracie                  | 8.                 | Pella             | II.                        | 17. srpna 1953     | 18. ledna 1954          |
| 3.  |                 | Amintore Fanfani (1908–1999)   |                 | Křesťanská demokracie                  | 9.                 | Fanfani I.        | II.                        | 18. ledna 1954     | 10. února 1954          |
| 4.  |                 | Mario Scelba (1901–1991)       |                 | Křesťanská demokracie                  | 10.                | Scelba            | II.                        | 10. února 1954     | 6. července 1955        |
| 5.  |                 | Antonio Segni (1891–1972)      |                 | Křesťanská demokracie                  | 11.                | Segni I.          | II.                        | 6. července 1955   | 19. května 1957         |
| 6.  |                 | Adone Zoli (1887–1960)         |                 | Křesťanská demokracie                  | 12.                | Zoli              | 19. května 1957            | 1. července 1958   | II. III.                |
|     |                 | Amintore Fanfani (1908–1999)   |                 | Křesťanská demokracie                  | 13.                | Fanfani II.       | 1. července 1958           | 15. února 1959     | III.                    |
|     |                 | Antonio Segni (1891–1972)      |                 | Křesťanská demokracie                  | 14.                | Segni II.         | 15. února 1959             | 25. března 1960    | III.                    |
| 7.  |                 | Fernando Tambroni (1882–1963)  |                 | Křesťanská demokracie                  | 15.                | Tambroni          | 25. března 1960            | 26. července 1960  | III.                    |
|     |                 | Amintore Fanfani (1908–1999)   |                 | Křesťanská demokracie                  | 16.                | Fanfani III.      | 26. července 1960          | 21. února 1962     | III.                    |
| 17. | Fanfani IV.     | Amintore Fanfani (1908–1999)   | 21. února 1962  | Křesťanská demokracie                  | 21. června 1963    | III. IV.          |                            |                    |                         |
| 8.  |                 | Giovanni Leone (1908–2001)     |                 | Křesťanská demokracie                  | 18.                | Leone I.          | 21. června 1963            | 4. prosince 1963   | IV.                     |
| 9.  |                 | Aldo Moro (1916–1978)          |                 | Křesťanská demokracie                  | 19.                | Moro I.           | 4. prosince 1963           | 22. července 1964  | IV.                     |
| 9.  | 20.             | Aldo Moro (1916–1978)          | Moro II.        | Křesťanská demokracie                  | 22. července 1964  | 23. února 1966    |                            |                    | IV.                     |
| 9.  | 21.             | Aldo Moro (1916–1978)          | Moro III.       | Křesťanská demokracie                  | 23. února 1966     | 24. června 1968   | IV. V.                     |                    |                         |
|     |                 | Giovanni Leone (1908–2001)     |                 | Křesťanská demokracie                  | 22.                | Leone II.         | 24. června 1968            | 12. prosince 1968  | V.                      |
| 10. |                 | Mariano Rumor (1915–1990)      |                 | Křesťanská demokracie                  | 23.                | Rumor I.          | 12. prosince 1968          | 5. srpna 1969      | V.                      |
| 10. | 24.             | Mariano Rumor (1915–1990)      | Rumor II.       | Křesťanská demokracie                  | 5. srpna 1969      | 27. března 1970   |                            |                    | V.                      |
| 10. | 25.             | Mariano Rumor (1915–1990)      | Rumor III.      | Křesťanská demokracie                  | 27. března 1970    | 6. srpna 1970     |                            |                    | V.                      |
| 11. |                 | Emilio Colombo (1920–2013)     |                 | Křesťanská demokracie                  | 26.                | Colombo           | 6. srpna 1970              | 17. února 1972     | V.                      |
| 12. |                 | Giulio Andreotti (1919–2013)   |                 | Křesťanská demokracie                  | 27.                | Andreotti I.      | 17. února 1972             | 26. června 1972    | V. VI.                  |
| 12. | 28.             | Giulio Andreotti (1919–2013)   | Andreotti II.   | Křesťanská demokracie                  | 26. června 1972    | 6. července 1973  | VI.                        |                    |                         |
|     |                 | Mariano Rumor (1915–1990)      |                 | Křesťanská demokracie                  | 29.                | Rumor IV.         | VI.                        | 6. července 1973   | 14. března 1974         |
| 30. | Rumor V.        | Mariano Rumor (1915–1990)      | 14. března 1974 | Křesťanská demokracie                  | 23. listopadu 1974 |                   | VI.                        |                    |                         |
|     |                 | Aldo Moro (1916–1978)          |                 | Křesťanská demokracie                  | 31.                | Moro IV.          | VI.                        | 23. listopadu 1974 | 12. února 1976          |
| 32. | Moro V.         | Aldo Moro (1916–1978)          | 12. února 1976  | Křesťanská demokracie                  | 29. července 1976  | VI. VII.          |                            |                    |                         |
|     |                 | Giulio Andreotti (1919–2013)   |                 | Křesťanská demokracie                  | 33.                | Andreotti III.    | 29. července 1976          | 11. března 1978    | VII.                    |
| 34. | Andreotti IV.   | Giulio Andreotti (1919–2013)   | 11. března 1978 | Křesťanská demokracie                  | 20. března 1979    |                   |                            |                    | VII.                    |
| 35. | Andreotti V.    | Giulio Andreotti (1919–2013)   | 20. března 1979 | Křesťanská demokracie                  | 4. srpna 1979      | VII. VIII.        |                            |                    |                         |
| 13. |                 | Francesco Cossiga (1928–2010)  |                 | Křesťanská demokracie                  | 36.                | Cossiga I.        | 4. srpna 1979              | 4. dubna 1980      | VIII.                   |
| 13. | 37.             | Francesco Cossiga (1928–2010)  | Cossiga II.     | Křesťanská demokracie                  | 4. dubna 1980      | 18. října 1980    |                            |                    | VIII.                   |
| 14. |                 | Arnaldo Forlani (1925)         |                 | Křesťanská demokracie                  | 38.                | Forlani           | 18. října 1980             | 28. června 1981    | VIII.                   |
| 15. |                 | Giovanni Spadolini (1925–1994) |                 | Italská republikánská strana           | 39.                | Spadolini I.      | 28. června 1981            | 23. srpna 1982     | VIII.                   |
| 15. | 40.             | Giovanni Spadolini (1925–1994) | Spadolini II.   | Italská republikánská strana           | 23. srpna 1982     | 1. prosince 1982  |                            |                    | VIII.                   |
|     |                 | Amintore Fanfani (1908–1999)   |                 | Křesťanská demokracie                  | 41.                | Fanfani V.        | 1. prosince 1982           | 4. srpna 1983      | VIII. IX.               |
| 16. |                 | Bettino Craxi (1934–2000)      |                 | Italská socialistická strana           | 42.                | Craxi I.          | 4. srpna 1983              | 1. srpna 1986      | IX.                     |
| 16. | 43.             | Bettino Craxi (1934–2000)      | Craxi II.       | Italská socialistická strana           | 1. srpna 1986      | 17. dubna 1987    |                            |                    | IX.                     |
|     |                 | Amintore Fanfani (1908–1999)   |                 | Křesťanská demokracie                  | 44.                | Fanfani VI.       | 17. dubna 1987             | 28. července 1987  | IX. X.                  |
| 17. |                 | Giovanni Goria (1943–1994)     |                 | Křesťanská demokracie                  | 45.                | Goria             | 28. července 1987          | 13. dubna 1988     | X.                      |
| 18. |                 | Ciriaco de Mita (1928)         |                 | Křesťanská demokracie                  | 46.                | De Mita           | 13. dubna 1988             | 22. července 1989  | X.                      |
|     |                 | Giulio Andreotti (1919–2013)   |                 | Křesťanská demokracie                  | 47.                | Andreotti VI.     | 22. července 1989          | 12. dubna 1991     | X.                      |
| 48. | Andreotti VII.  | Giulio Andreotti (1919–2013)   | 12. dubna 1991  | Křesťanská demokracie                  | 28. června 1992    | X. XI.            |                            |                    |                         |
| 19. |                 | Giuliano Amato (1938)          |                 | Italská socialistická strana           | 49.                | Amato I.          | 28. června 1992            | 28. dubna 1993     | XI.                     |
| 20. |                 | Carlo Azeglio Ciampi (1920)    |                 | nezávislý                              | 50.                | Ciampi            | 28. dubna 1993             | 10. května 1994    | XI. XII.                |
| 21. |                 | Silvio Berlusconi (1936–2023)  |                 | Forza Italia                           | 51.                | Berlusconi I.     | 10. května 1994            | 17. ledna 1995     | XII.                    |
| 22. |                 | Lamberto Dini (1931)           |                 | nezávislý                              | 52.                | Dini              | 17. ledna 1995             | 17. května 1996    | XII. XIII.              |
| 23. |                 | Romano Prodi (1939)            |                 | nezávislý za Olivovník                 | 53.                | Prodi I.          | 17. května 1996            | 21. října 1998     | XIII.                   |
| 24. |                 | Massimo D'Alema (1949)         |                 | Levicoví demokraté                     | 54.                | D'Alema I.        | 21. října 1998             | 22. prosince 1999  | XIII.                   |
| 24. | 55.             | Massimo D'Alema (1949)         | D'Alema II.     | Levicoví demokraté                     | 22. prosince 1999  | 26. dubna 2000    |                            |                    | XIII.                   |
|     |                 | Giuliano Amato (1938)          |                 | nezávislý za Olivovník                 | 56.                | Amato II.         | 26. dubna 2000             | 11. června 2001    | XIII. XIV.              |
|     |                 | Silvio Berlusconi (1936–2023)  |                 | Forza Italia                           | 57.                | Berlusconi II.    | 11. června 2001            | 23. dubna 2005     | XIV.                    |
| 58. | Berlusconi III. | Silvio Berlusconi (1936–2023)  | 23. dubna 2005  | Forza Italia                           | 17. května 2006    | XIV. XV.          |                            |                    |                         |
|     |                 | Romano Prodi (1939)            |                 | Olivovník Demokratická strana          | 59.                | Prodi II.         | 17. května 2006            | 8. května 2008     | XV. XVI.                |
|     |                 | Silvio Berlusconi (1936–2023)  |                 | Lid svobody                            | 60.                | Berlusconi IV.    | 8. května 2008             | 16. listopadu 2011 | XVI.                    |
| 25. |                 | Mario Monti (1943)             |                 | nezávislý                              | 61.                | Monti             | 16. listopadu 2011         | 28. dubna 2013     | XVI. XVII.              |
| 26. |                 | Enrico Letta (1966)            |                 | Demokratická strana                    | 62.                | Letta             | 28. dubna 2013             | 22. února 2014     | XVII.                   |
| 27. |                 | Matteo Renzi (1975)            |                 | Demokratická strana                    | 63.                | Renzi             | 22. února 2014             | 12. prosince 2016  | XVII.                   |
| 28. |                 | Paolo Gentiloni (1954)         |                 | Demokratická strana                    | 64.                | Gentiloni         | 12. prosince 2016          | 1. června 2018     | XVII. XVIII.            |
| 29. |                 | Giuseppe Conte (1964)          |                 | nezávislý (navržený Hnutím pěti hvězd) | 65.                | Conte I.          | 1. června 2018             | 5. září 2019       | XVIII.                  |
| 29. | 66.             | Giuseppe Conte (1964)          | Conte II.       | nezávislý (navržený Hnutím pěti hvězd) | 5. září 2019       | 13. února 2021    | XVIII.                     |                    |                         |
| 30. |                 | Mario Draghi (1947)            |                 | nezávislý                              | 67.                | Draghi            | 13. února 2021             | 21. října 2022     | XVIII.                  |
| 31. |                 | Giorgia Meloniová (1977)       |                 | Bratři Itálie                          | 68.                | Meloniová         | 21. října 2022             | úřadující          | XIX.                    |